# Flabellinoidea
Super-famille
Les Flabellinoidea forment une super-famille de mollusques de l'ordre des nudibranches.

## Liste des familles
Selon World Register of Marine Species (13 mars 2018) :
- famille Apataidae Korshunova, Martynov, Bakken, Evertsen, Fletcher, Mudianta, Saito, Lundin, Schrödl & Picton, 2017
- famille Coryphellidae Bergh, 1889
- famille Cumanotidae Odhner, 1907
- famille Flabellinidae Bergh, 1889 — dont Babakinidae Gosliner et al., 2007
- famille Flabellinopsidae Korshunova, Martynov, Bakken, Evertsen, Fletcher, Mudianta, Saito, Lundin, Schrödl & Picton, 2017
- famille Notaeolidiidae Eliot, 1910
- famille Paracoryphellidae M. C. Miller, 1971
- famille Samlidae Korshunova, Martynov, Bakken, Evertsen, Fletcher, Mudianta, Saito, Lundin, Schrödl & Picton, 2017

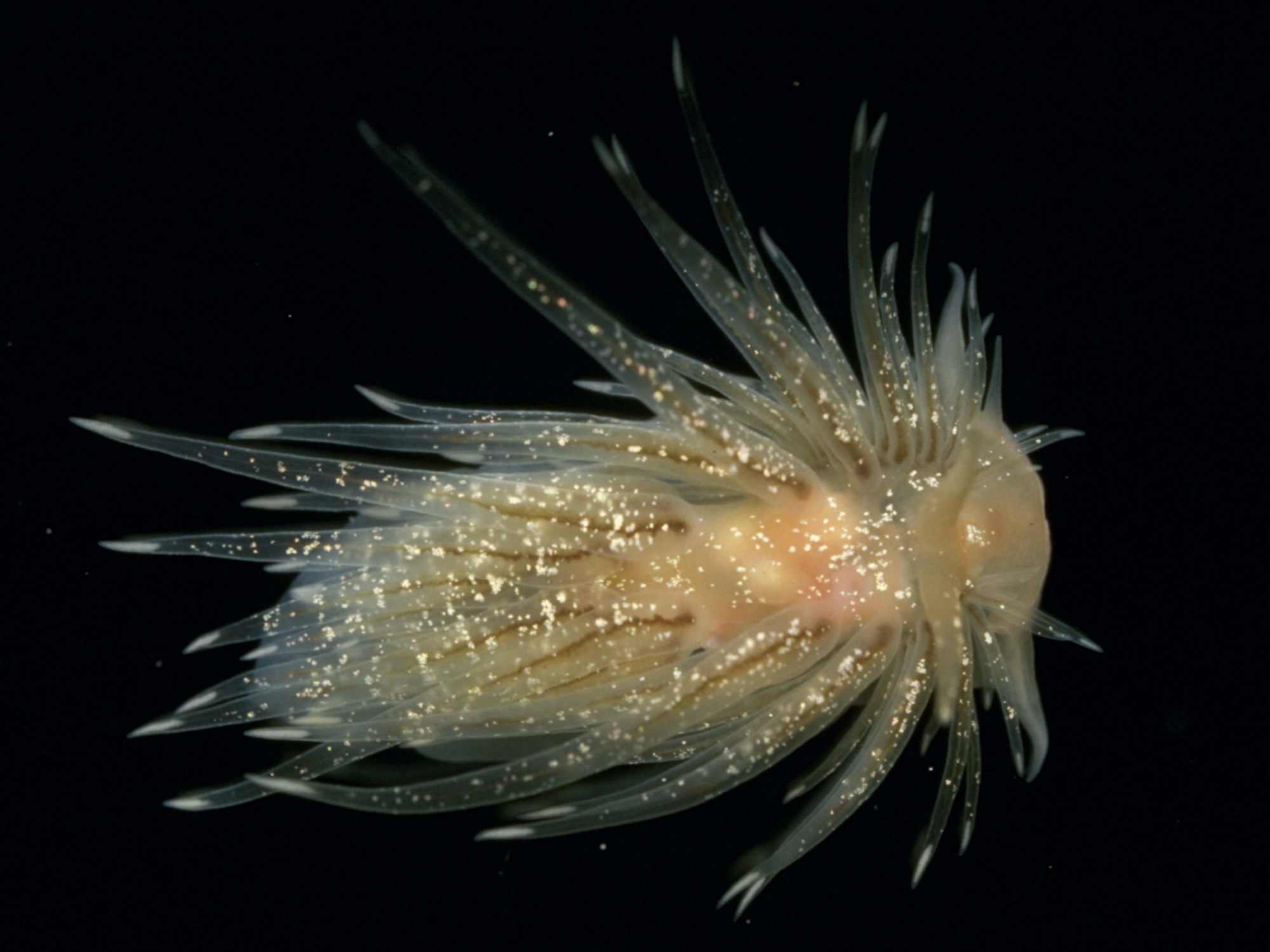
Cumanotus beaumonti (Cumanotidae)
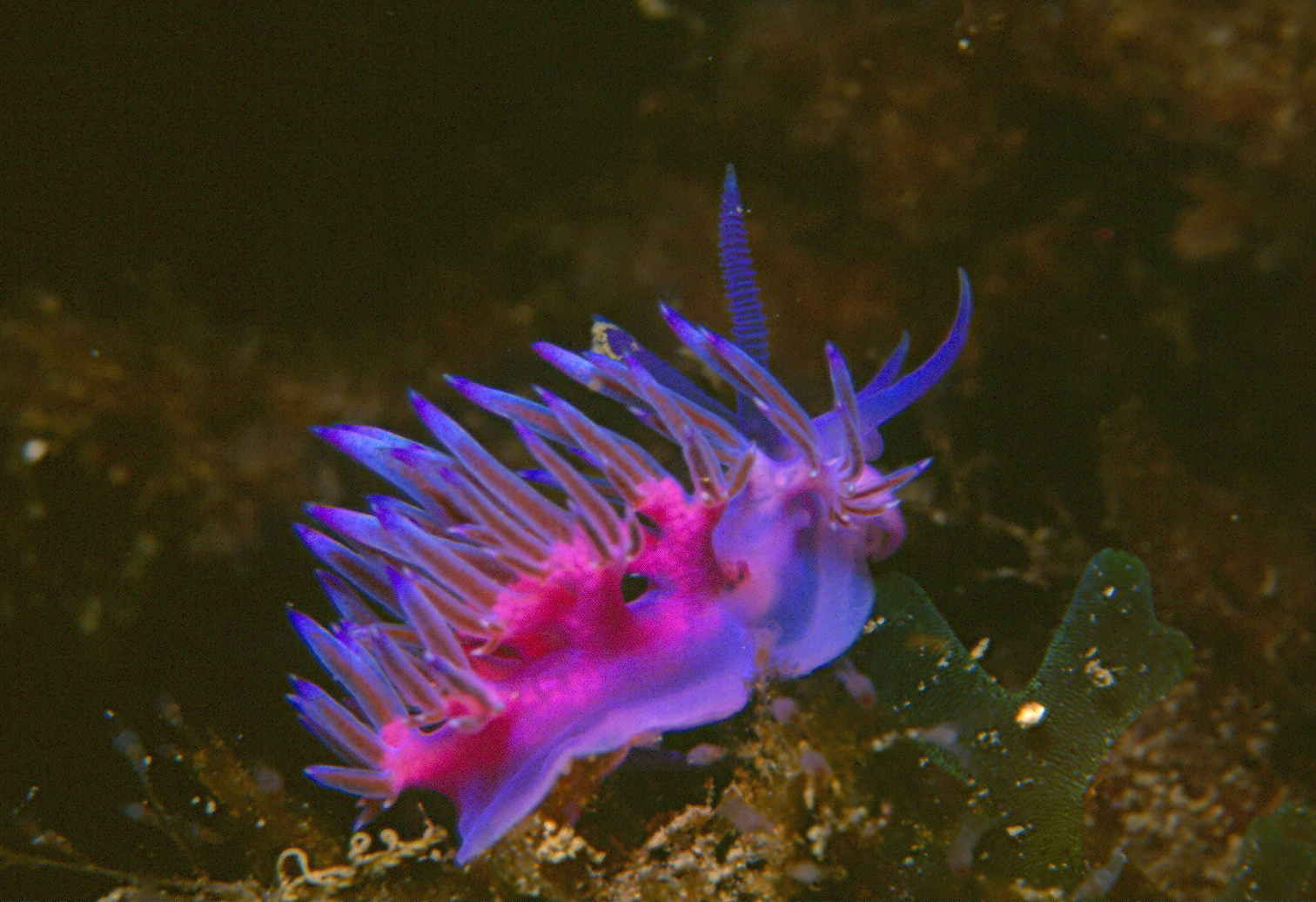
Flabellina affinis (Flabellinidae)
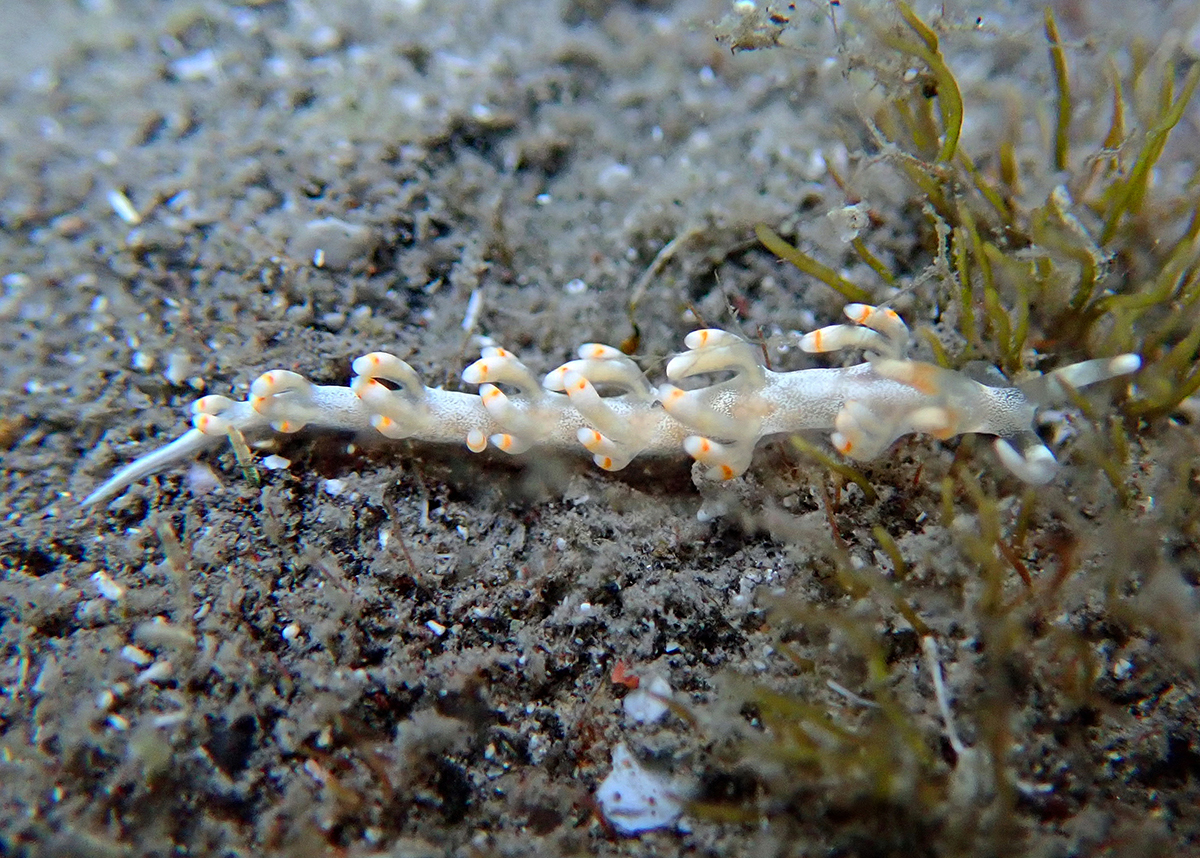
Samla bicolor (Samlidae)
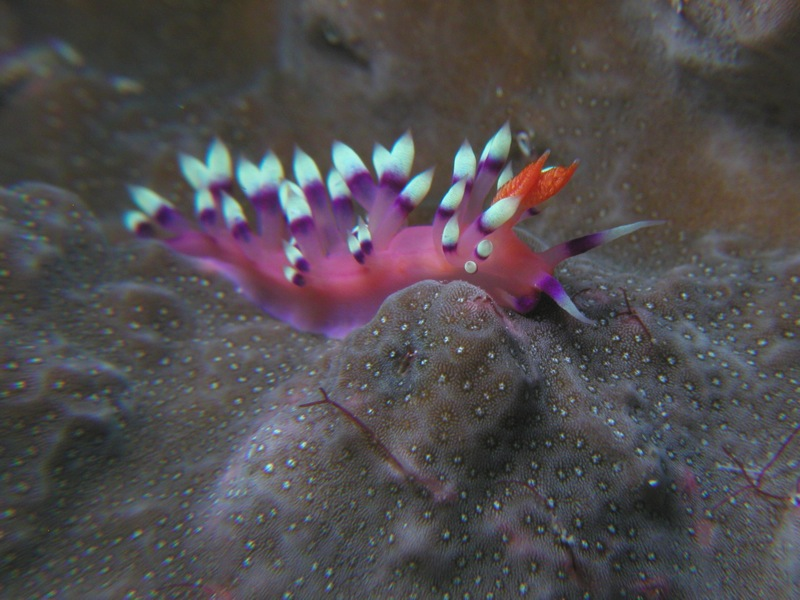
Flabellina exoptata
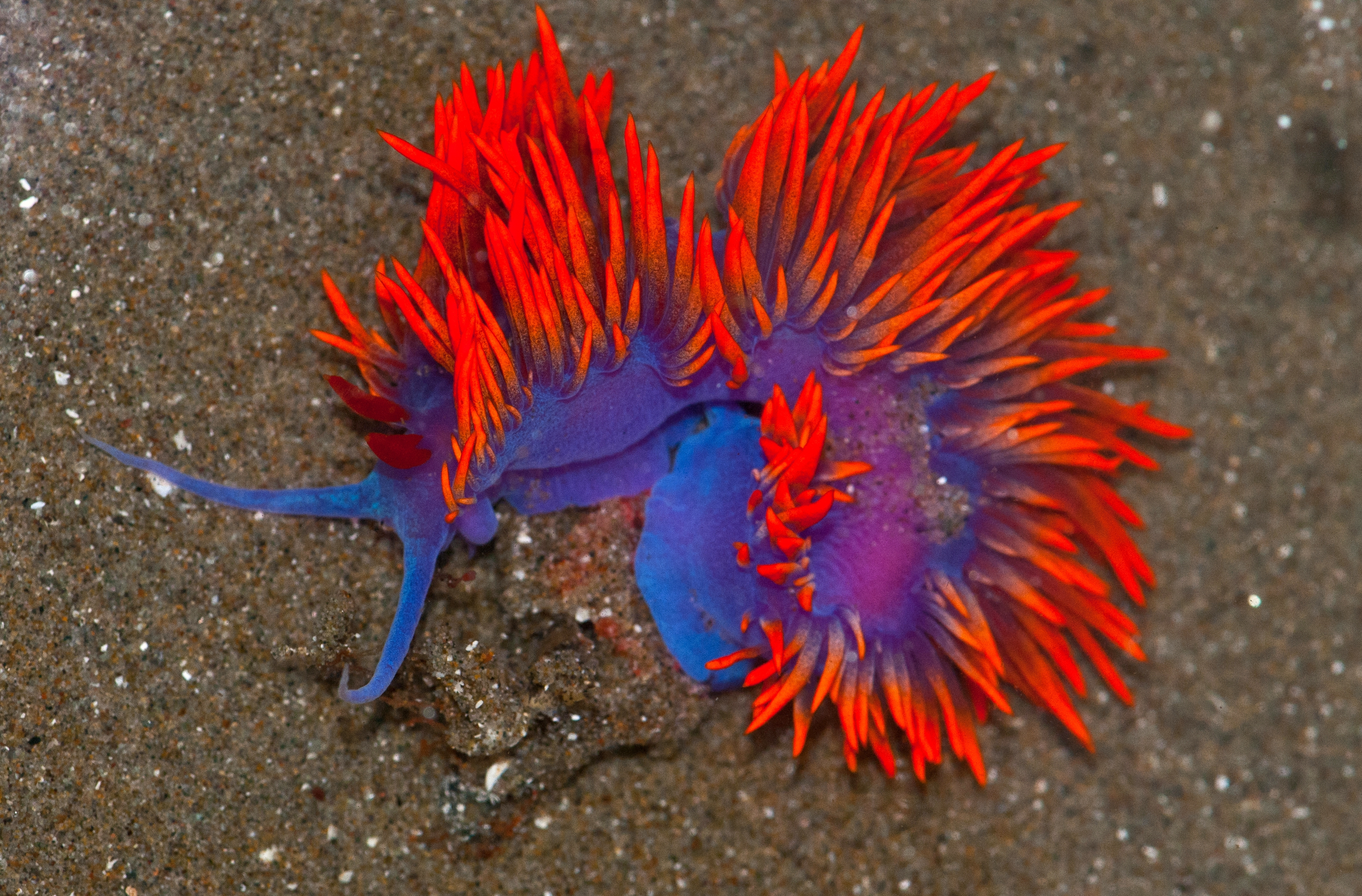
Flabellina iodinea